# Rhopalomeces longicollis
Rhopalomeces longicollis là một loài bọ cánh cứng trong họ Cerambycidae.